# 요나탄 요한손 (스노보드 선수)
요나탄 요한손(스웨덴어: Jonatan Johansson, 1980년 3월 7일 ~ 2006년 3월 12일)은 스웨덴의 스노보드 선수이다.

## 생애
2000년 FIS 스노보드 월드컵에 참가했으며, 세계 랭킹에서 45위를 차지하며 두각을 나타내었다. 이후 2005년 핀란드 스노보드 선수권 대회에서 우승을 차지했으며, 2006년 토리노 동계 올림픽 당시 스웨덴 스노보드 국가대표팀의 일원으로 참가해 스노보드 크로스에서 최종 라운드까지 진출하는 등 좋은 활약을 보였다.
2006년 3월 12일 미국 뉴욕주 레이크플래시드의 화이트페이스산에서 FIS 스노보드 월드컵에 대비하기 위한 훈련을 하다 균형을 잃어 착지를 잘못해 대퇴골과 갈비뼈가 부러졌으며, 대동맥이 끊어지고 허파에 구멍이 나는 중상을 입어 사망했다.